# 高野町立高野山小学校
高野町立高野山小学校（こうやちょうりつ こうやさんしょうがっこう）は、和歌山県伊都郡高野町高野山にある公立小学校。略称は高小。

## 概要
私立の高野山小学校として1906年に開校した小学校である。1908年より公立。町内に3つある小学校のうちの1校で、当校がある高野山地域とその周辺を学区としている。
校歌は1956年に制定され、安西冬衛が作詞し、野口源次郎が作曲した。
現行の校舎が老朽化していることを踏まえ、2024年に高野山中学校付近に建設中の新校舎へ移転する予定である。新校舎は当校のほか町立高野山こども園・町立高野山中学校・高野町公民館・給食センターが一体となった施設で、普通教室以外は中学校と共用する。

## 沿革
- 1906年（明治39年）12月28日 - 私立の「高野山小学校」として開校[3][8]。
- 1908年（明治41年）6月1日 - 公立校へ移行し、「高野山尋常小学校」に改称[3][9]。
- 1909年（明治42年）9月 - 新校舎を落成[3]。
- 1912年（明治45年・大正元年）
  - 4月 - 高等科を併設し、「高野村立高野山尋常高等小学校[10]」に改称[3]。
  - 9月4日 - 大滝分教場を開設[11][5]。
- 1917年（大正6年）4月1日 - 校地内に和歌山地方気象台の観測装置を設置（1925年12月まで）[12]。
- 青年訓練所令施行に伴い、青年訓練所を併設[8]。
- 1927年（昭和2年）4月13日 - シドニー・ギューリックより青い目の人形が贈呈[13]。
- 1935年（昭和10年）4月 - 青年学校令施行に伴い、高野町立高野山青年学校を併設[14]。
- 1941年（昭和16年）
  - 4月 - 国民学校令施行に伴い、「高野山国民学校[15]」に改称。
  - 5月9日 - 高野山家政高等女学校を併設[15]。
- 1947年（昭和22年）4月 - 学校教育法施行に伴い、「高野町立高野山小学校」に改称。
- 1956年（昭和31年）9月1日 - 校歌を制定（作詞：安西冬衛、作曲：野口源次郎）[5]。
- 1958年（昭和33年）1月30日 - 新講堂を落成[16]。
- 1968年度（昭和43年度） - 職員室棟を落成[2]。
- 1974年（昭和49年）7月30日 - 職員室棟を落成[6]。
- 1979年（昭和54年）12月31日 - 教室棟を落成[6]。
- 1991年（平成3年）3月31日 - 大滝分校を統合[9]。
- 1995年（平成7年）8月21日 - 体育館を落成[1]。
- 2001年（平成13年）3月31日 - 高根分校を統合[17]。
- 2004年（平成16年）3月31日 - 相ノ浦分校を統合[17]。
- 2020年（令和2年）4月1日 - 高野町立富貴小学校を統合し、高野町立高野山小学校富貴分校に移行[17][18]。
- 2024年（令和6年）4月1日 - 富貴分校が富貴小学校として独立[19]。

## 教育目標
- 学校や地域に誇りをもつ、心豊かな児童の育成[20]

## 学校行事
主な行事を掲載。
1学期
- 4月 - 新任式、始業式、入学式、1年生を迎える会
- 5月 - 春の遠足、宿泊体験学習（5年生）
- 6月 - 青葉祭
- 7月 - 橋本市・高野町学童水泳記録会
- 8月 - 校内水泳記録会
- 9月 - 夏休み作品展、秋季大運動会
- 10月 - 2学期児童会役員選挙、1学期終業式

2学期
- 10月 - 2学期始業式、橋本市・高野町小学校陸上記録会、秋の遠足（1-4年生）
- 11月 - 修学旅行（6年生）、伊都地方総合文化祭、校内マラソン大会
- 2月 - 校内縄跳び大会、学習発表会
- 3月 - 児童会役員選挙、6年生を送る会、卒業式、修了式、離別式

## 施設概要
主な施設を掲載。
- 校舎
  - 教室棟（2,054 m2） - 1979年落成の鉄筋コンクリート造[6]
  - 職員室棟（1,488 m2） - 1968年度落成の鉄筋コンクリート造[2]
  - 職員室棟（1,309 m2） - 1974年落成の鉄筋コンクリート造[6]
- 体育館（909 m2） - 1995年落成の鉄筋コンクリート造[1][2]
- プール - 2007年度には上屋根を設置した[2]。
- 校庭

## 学区
- 高野町
  - 字中の橋、字玉川通、字明遍通、字蓮花谷、字東小田原、字西小田原、字南小田原、字学校通、字弁天通、字文化通、字谷ケ峰、字大門東部、字大門中部、字愛宕谷、字大門西部、字五の室、字千手院、字鶯谷、字大滝、字平原、字樫原、字東又、字杖ケ藪、字西ケ峰、字林、字南、字相ノ浦

出典：

## アクセス

### バス
- 「金剛峯寺」バス停から徒歩で約5分

## 周辺
- 高野山大学
- 天徳院

## 通学区域が隣接している学校
- 高野町立富貴小学校
- 橋本市立恋野小学校
- 九度山町立坂根小学校
- 高野町立花坂小学校
- かつらぎ町立梁瀬小学校
- （奈良県）野迫川村立野迫川小中学校